# Keeping Mum
Keeping Mum is een Britse komedie uit 2005 onder regie van Niall Johnson en met onder anderen Rowan Atkinson, Kristin Scott Thomas en Maggie Smith.

## Verhaal
Dominee Walter Goodfellow (Rowan Atkinson) is zo druk met het schrijven van de perfecte preek dat hij niet eens merkt dat zijn vrouw Gloria (Kristin Scott Thomas) hem bedriegt met haar golfleraar, zijn puberdochter elke dag een ander fout vriendje mee naar huis brengt en zijn zoon niet meer naar school durft uit angst gepest te worden.
De situatie lijkt hopeloos tot Grace (Maggie Smith), de nieuwe huishoudster, komt inwonen bij de Goodfellows.

## Rolverdeling
| Acteur               | Personage |
| -------------------- | --- |
| Rowan Atkinson       | Dominee Walter Goodfellow: Walter is getrouwd met Gloria, samen hebben ze twee kinderen. Walter is een zeer ouderwets type dominee, zo wil hij het woord duivel op zondag zo min mogelijk horen, en is zijn liefdesleven naar de knoppen. |
| Kristin Scott Thomas | Gloria Goodfellow: Gloria is de vrouw van Walter en de moeder van Holly en Petey. Gloria is opgegroeid in een weeshuis en heeft wegens haar slechte liefdesleven een verhouding met haar golfleraar.                                      |
| Maggie Smith         | Grace Hawkins: Grace blijkt de moeder te zijn van Gloria |
| Patrick Swayze       | Lance: Lance is Gloria's golfleraar |
| Tamsin Egerton       | Holly Goodfellow |
| Toby Parkes          | Petey Goodfellow |
| Emilia Fox           | Rosie Jones |